# ایتا، کیریباتی
ایتا، کیریباتی (به لاتین: Eita) یک منطقهٔ مسکونی در کیریباتی است که در تاراوا واقع شده‌است.